# Láujar de Andarax
Láujar de Andarax és una localitat i municipi de la província d'Almeria, Andalusia. L'any 2005 tenia 1.836 habitants. La seva extensió superficial és de 92 km² i té una densitat de 20,0 hab/km². Les seves coordenades geogràfiques són 36°59′ N, 2° 53′ O. Està situada a una altitud de 918 metres i a 69 quilòmetres de la capital de la província, Almeria.

## Història
Láujar de Andarax és el resultat de la unió de dos nuclis de població: El Auxor i El Hizam. El nom “Laujar” deriva de “El Auxor” i “Andarax” de l'àrab “era de la vida”. No obstant, els musulmans la coneixien a l'època com “Andaraj el Viejo”.
Es té coneixença d'assentaments de població que es remunten al Neolític final i a les edats del coure i el bronze. Per altra banda, l'època romana deixà poca empremta, ja que tan sols tenia un interès miner per l'extracció de plom, molt abundant a la Serra de Gàdor.
Els primers anys del domini musulmà passa una mica de llarg de l'Alpujarra. La població autòctona, descendent dels hispano-gots convertits a l'islam (els muladís), no accepten als yémenes, colons musulmans, al considerar-los estrangers i s'alcen en armes contra el califat, tot aprofitant la debilitat dels Omeies, tot contant a més amb l'ajuda dels mossàrabs (hispano-gots que continuaren sent cristians), que també veien en els colons una amenaça. Tota aquesta acció, emmarcada en la revolta d'Úmar ibn Hafsun de l'any 880 al 918 desembocarà el 913 en el pas del Puerto de la Ragua per part d'Abderraman III per pacificar la zona. A partir d'aquell moment s'estabilitzà la situació iniciant-se un període de creixement demogràfic i econòmic de la Alpujarra.
Després de la derrota almohade a la batalla de Las Navas de Tolosa el 1212, s'inicia el tercer període de taifes, creant-se el Regne nassarita de Granada (1238-1492). L'organització administrativa del regne es dividí en tahas com la taha d'Andarax, la capital del qual fou Laujar tot englobant els actuals municipis de Fondón, Bayarcal, Paterna, Fuente Victoria i Alcolea.
El 1492, després que els Reis Catòlics entraren a Granada, a les capitulacions d'aquesta, s'establí que Boabdil ostentés la possessió de les Alpujarras tot partint Laujar d'Andarax, on establirà la seva residència fins a la seva posterior expulsió de la península l'any 1493, amb el que se sol dir que Andarax fou l'última capital del Regne de Granada i, per tant, d'al-Àndalus.
L'any 1833 Laujar deixà de ser part del Regne de Granada i quedà integrat a la recent creada província d'Almeria.

## Demografia
| 1996  | 1998  | 1999  | 2000  | 2001  | 2002  | 2003  | 2004  | 2005  |
| ----- | ----- | ----- | ----- | ----- | ----- | ----- | ----- | ----- |
| 1.815 | 1.830 | 1.855 | 1.833 | 1.808 | 1.842 | 1.827 | 1.819 | 1.836 |